# Epipubická kost

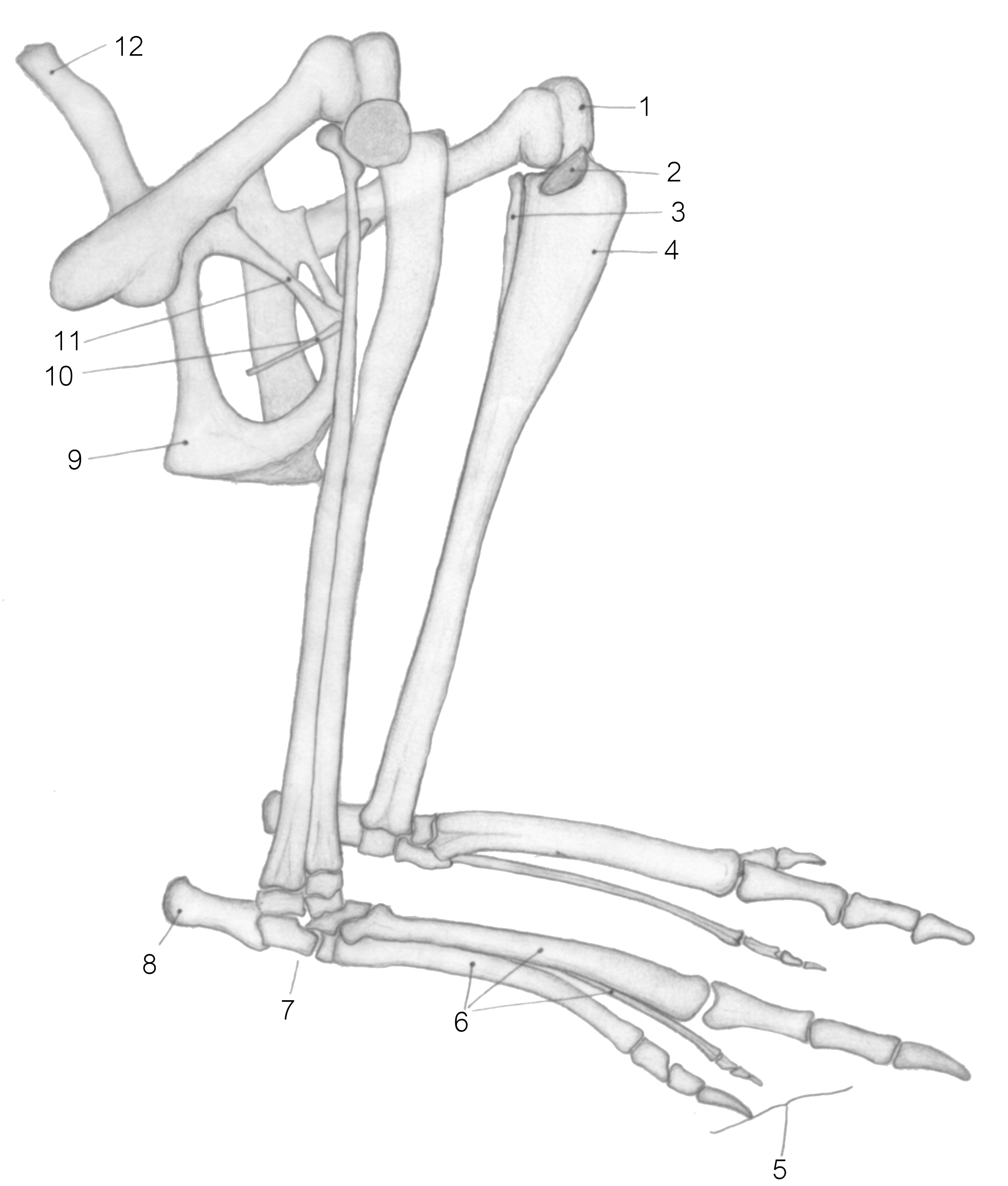
Kresba dolních končetin klokana; epipubické kosti pod číslem 10

Epipubická kost je párová kost vyčnívající směrem dopředu z pánevního pletence některých savců. Objevuje se u korunových skupin vačnatců (Marsupialia) a ptakořitných (Monotremata), stejně jako u některých vyhynulých savčích linií, včetně Multituberculata či Symmetrodonta, a také u cynodontní skupiny Tritylodontidae.
Epipubické kosti mohou podle některých studií napomáhat pohybu a dýchání, jejich pohlavní dimorfismus (u samic bývají lépe vyvinuté) pak zase svědčí pro jejich význam při rozmnožování. V případě korunové skupiny vačnatců se o nich uvažuje jako o opoře pro vak, u vačnatců bez vaku pak jako o opoře pro mláďata přisátá na strucích.
Přítomnost epipubických kostí u vačnatců a ptakořitných vedla ve 20. století k menšinovému názoru, že jsou tyto dvě skupiny sesterské (tzv. hypotéza „Marsupionta“). Podle všeobecně uznávaného pohledu však představují vačnatci sesterský taxon k placentálům, kteří epipubické kosti v průběhu evoluce ztratili – jde o jeden z důležitých diagnostických znaků této skupiny, byť někteří bazální zástupci jejich kmenových linií, jako je Ukhaatherium, nicméně mohou epipubické kosti stále zachovávat. Pozůstatky epipubických kostí mohou být u placentálů homologizovány s os penis a os clitoridis.
Vyjma placentálů mohly být epipubické kosti redukovány rovněž v případě jednotlivých linií vačnatců: zmenšené a z velké části chrupavčité se objevovaly například u dnes již vyhubených vakovlků.